# Villanueva, Michoacán de Ocampo
Villanueva är en ort i Mexiko.   Den ligger i kommunen Tanhuato och delstaten Michoacán de Ocampo, i den centrala delen av landet, 400 km väster om huvudstaden Mexico City. Villanueva ligger 1 541 meter över havet och antalet invånare är 618.
Terrängen runt Villanueva är platt västerut, men österut är den kuperad. Runt Villanueva är det ganska tätbefolkat, med 83 invånare per kvadratkilometer. Närmaste större samhälle är Tanhuato de Guerrero, 4,9 km sydost om Villanueva. Trakten runt Villanueva består till största delen av jordbruksmark.